# Бенчивени, Алессандро
Алессандро Бенчивени (родился в 1954 году) - итальянский сценарист. Родился в Салерно, Италия. Сотрудничает с Доменико Саверни.

## Фильмография
- 1986 Суперфантоцци
- 1988 Опасное приключение
- 1988 Фантоцци уходит на пенсию
- 1990 Забавные истории
- 1990 Фантоцци берёт реванш
- 1992 Забавные истории 2
- 1992 Рикки и Барабба
- 1992 Чао, профессор
- 1993 Фантоцци в раю
- 1994 Забавные истории 3
- 1996 Возвращение Фантоцци
- 1999 Фантоцци 2000: Клонирование
- 2004-2006 Дон Маттео
- 2006 Натали в Нью-Йорке
- 2006 Розы к десерту